# Desayuno electoral
El desayuno electoral es una tradición publicitaria y política en Perú instaurada desde 1990 en la que las personas candidatas a la presidencia del Perú durante la campaña de las elecciones generales realizan un desayuno, algunas veces familiar, otras con sus partidarios o equipo técnico, que es transmitido por los canales de televisión el día de la jornada electoral, que generalmente se realiza un domingo.

## Historia
La costumbre fue iniciada por el candidato Alberto Fujimori del partido Cambio 90 cuando se disputaba la presidencia peruana con el escritor Mario Vargas Llosa, del Frente Democrático (FREDEMO), durante la segunda vuelta de las elecciones generales de 1990 el domingo 10 de junio. A pesar de que la costumbre va en contra de la ley electoral peruana, y algunos candidatos violan la prohibición de publicidad electoral, se ha seguido de forma obligatoria, a lo que se ha sumado la necesidad promocional de ver a los candidatos consumir alimentos durante las campañas políticas.
Durante las elecciones generales de 2021, algunos candidatos iniciaron la jornada de los comicios con el ya tradicional desayuno electoral. Por su parte los candidatos Daniel Urresti y Ollanta Humala criticaron esta costumbre porque estimaron que no se cumplían los protocolos sanitarios vigentes por la pandemia de COVID-19.

## Costumbres
El acto sirve como un último intento de captar la simpatía y el voto de los electores mediante la consumición de comidas populares frente a las cámaras de televisión y la prensa. Por lo general, se eligen productos locales y desayunos tradicionales, como chicharrón en pan francés, jugo de papaya, salchicha huachana, tamales, otros platos tradicionales como caldo verde, o fórmulas de tipo desayuno continental. Tras el desayuno, los postulantes a la presidencia se dirigen a sus respectivos lugares de votación para ejercer su deber electoral.